# Jessi
Jessica Hyun-ju Ho (em coreano: 호 제시카 현주 (hangul); romaniz.: Ho Jesika Hyeon-ju (Romanização revisada); Ho Jeshika Hyŏn-ju (McCune-Reischauer); nascida no Queens, Nova Iorque, Estados Unidos, em 17 de dezembro de 1988), mais conhecida pelo seu nome artístico Jessi (em coreano: 제시; romaniz.: Jesi (Romanização revisada); Jeshi (McCune-Reischauer)) ou ainda Jessica H.O, é uma cantora e rapper estadunidense de ascendência sul-coreana. Ela é ex-membro do grupo de hip-hop Lucky J sob o selo YMC Entertainment. Ela nasceu no Queens, em Nova York, cresceu em Nova Jersey, e se mudou para a Coreia do Sul aos 15 anos de idade.

## Carreira
Em 2003, Jessi fez um teste com sucesso para Doremi Media, e se mudou para a Coreia do Sul aos 15 anos de idade. Ela lançou seu single de estreia do álbum "Get Up", em 2005, realizando o título da música no programa de TV Music Bank. Em 2006, o grupo de hip hop Uptown caracterizou-la em seu álbum "Testimony", substituindo a vocalista original Yoon Mi Rae. seu segundo álbum, intitulado "The Rebirth", que foi lançado em janeiro de 2009. Após este lançamento, ela fez uma pausa da música, e deixou a Coréia para voltar para a América.
Em 2014, depois de uns 5 anos de hiato, Jessi retornou como um membro do trio de hip-hop Lucky J com o rapper J'Kyun e vocalista J-Yo. Lucky J estreou com o single digital "Can You Hear Me" sob YMC Entertainment, em julho do mesmo ano. Um mês após a sua estreia, Lucky J fez uma aparição no programa de competição de músicas chamada Immortal Songs 2. Em 31 de dezembro de Jessi realizou um verso de rap em uma colaboração palco com sua companheira de gravadora Ailee e Hyolyn do SISTAR. O trio se apresentou com o hit Bang Bang no programa de música de fim de ano MBC Gayo Daejejeon.
De janeiro a Março de 2015, Jessi fez parte da primeira temporada de Unpretty Rapstar, um spin-off do programa "Show Me The Money". Unpretty Rapstar é um programa de sobrevivência de rapper feminina, onde as participantes competem pela chance de ser destaque em faixas de um álbum de compilação. Jessi foi escolhida como a vencedora do segundo lugar do programa pelo voto do público. Depois de sua aparição no Unpretty Rapstar, Jessi foi destaque na música do J.Y. Park "Who's Your Mama?". Jessi também apareceu na faixa e o vídeo da música, que foram lançados em abril de 2015. Ao longo de 2015, Jessi apareceu como convidada em vários programas populares de variedades, incluindo o Running Man e Happy Together. Ela lançou seu primeiro solo single de rap, "Ssenunni", em 15 de setembro. Primeira apresentação ao vivo de Jessi na América foi realizada no dia 16 de outubro. Ela se apresentou no Belasco Theater, em Los Angeles, com o hip-hop duo Mighty Mouth como seu ato de abertura. Quando Unpretty Rapstar 2 foi ao ar, Jessi, apareceu em vários episódios como uma mentora. Ela e Cheetah, a vencedora da temporada anterior, foram apresentadas no Unpretty Rapstar 2 com faixas produzidas pelo Verbal Jint. Em dezembro de 2015, Jessi apresentou seu rap "Ssenunni" no MAMA.
Em 2016 Jessi se juntou ao elenco de Sister's Slam Dunk, que ganhou bastante atenção do público na época, levando à uma segunda temporada, a qual Jessi não participou. Nesse mesmo ano Jessi estava preparando seu novo mini álbum, que conteria 5 faixas.
Em 2017 Jessi concluiu seu mini álbum UN2VERSE que foi lançado em 13 de julho de 2017, por YMC Entertainment e distribuído pela LOEN Entertainment. É composto por cinco músicas, todas escritas pela cantora e duas produzidas por ela. "Gucci" foi lançado como a faixa-título. Jessi começou a promoção de álbum com seu primeiro retorno no M Countdown da Mnet em 13 de julho de 2017, apresentando a música "Gucci". O nome da música foi alterado para "Por que" (Hangul: 굳이), a fim de evitar infrações de direitos autorais na televisão aberta. Ela continuou no Music Bank da KBS em 14 de julho, no Show da MBC! Music Core em 15 de julho e Inkigayo da SBS em 16 de julho.
Já no ano de 2018, em janeiro, Jessi compartilhou em seu Instragram que estaria participando jutamente com Jay Park, Gray e Changmo em uma campanha da para Nike "Just do it" em função das Olimpiadas de Inverno que estava ocorrendo na Coréia do Sul. Em março Jessi fez uma participação no álbum de Maniac na música Money makerz (ft Jessi, Jay Park), no mesmo mês, o K rapper Los também lançou a música Gyopo Rap (ft. Jessi, Jay Park e G2). No mesmo mês, em 31 de março, FlowSik e Jessi lançaram a música "All I need", o que já avia sido previamente falado por eles, que haveria uma colaboração entre eles com duas músicas, sendo a segunda música lançada em 4 de abril, que contava com o nome de "Wet's".
Em 20 de abril, Jessi fez uma aparição especial no show do rapper Dumbfoundead. No dia 29 do mesmo mês Jessi partiu para Malasia para fazer a gravação de um programa da Mtv, o "Yo!MtvRaps", no qual ela iria aparecer como apresentadora.
Em maio de 2018, Jessi em parceria com K rappers DoubleK e Microdot, lançou a música "Thorn" (Hangul: 가시), o qual fazia parte de um projeto de doação de fundos para pessoas que precisam de ajuda.
Em 4 de julho de 2018, Jessi por meio de seu Instragram, divulga o primeiro teaser do seu próximo single "Down", produzido por Gray,que teria lançamento no dia 6 de julho. Seu novo single tem uma pegada de verão, o qual combina perfeitamente com o momento.
Em 24 de janeiro de 2019, Jessi assinou contrato com a recém criada gravadora de Psy, a P-Nation. Em 23 de setembro, a rapper lançou seu primeiro single após assinar com a P NATION, “Who Dat B”. Logo depois, em 1 de novembro, ela lançou outro single em parceria com Jay Park intitulado “Drip”.
Em junho de 2020, Jessi lançou o seu novo programa de variedades, Jessi's Showterview, no canal do YouTube SBS's Mobidic. O programa foi um sucesso, e rendeu para Jessi diversos prêmios como apresentadora.
Em julho a rapper retorna com seu terceiro mini álbum “NUNA”, onde “Who Dat B” e “Drip” foram inseridas como músicas do álbum. A faixa título, “Nunu Nana”, provou ser o maior sucesso comercial da cantora atingindo #2 na Gaon Digital Chart e Kpop Hot 100. No mesmo ano ela ganhou seu primeiro premio no MAMA, na categoria Favorite Dance Performance – Female Solo com Nunu Nana.
Em agosto a rapper se juntou ao programa de variedades Hangout with Yoo, como parte de um girl group Refund Sisters (환불 원정대). O grupo temporário consistia de quatro integrantes, dentre elas são: Lee Hyo-ri, Uhm Jung-hwa, e Hwasa. Elas fizeram seu debut em 10 de outubro com o single "Don't Touch Me", que alcançou o topo das paradas da Gaon Digital Chart.
Em 17 de março de 2021, Jessi fez seu comeback com o single digital "What Type of X" (어떤X)".

## Vida pessoal
Jessi frequentava a mesma escola da Tiffany do Girls' Generation. A ex membro da CSJH The Grace e atual cantora solo Stephanie Kim também frequentava a mesma escola. Jessi passou em uma audição de sucesso da SM Entertainment, a mesma empresa que seus três companheiros estavam submetidos. No entanto, ela optou por não tornar-se parte da gravadora, ela acreditava que a sua abordagem à música não correspondia com seu estilo. Antes da Jessi entrar em um hiato temporário da indústria da música, ela lutou para se acostumar a cultura coreana. Ela não encontrou o sucesso de imediato após a sua estreia, e às vezes era forçada a dormir em saunas, quando ela não tinha dinheiro suficiente para encontrar um lugar para ficar.
Em 2013, durante sua ruptura com a indústria da música, surgiu uma controvérsia sobre o envolvimento de Jessi em um suposto assalto. A vítima professada logo retirou as acusações contra a cantora, e a investigação foi encerrada.
Jessi tem sido amiga próxima da Tiffany desde que elas frequentaram o mesmo colégio. As duas apareceram em vários programas de TV em conjunto, incluindo o reality show Sister's Slam Dunk e dois episódios de Tiffany's style show Heart a Tag. Ela também é amiga da HyunA ex 4Minute, Hyolyn ex SISTAR. Hongki do F.T. Island, e Jackson do GOT7. 